# Tower of Terror

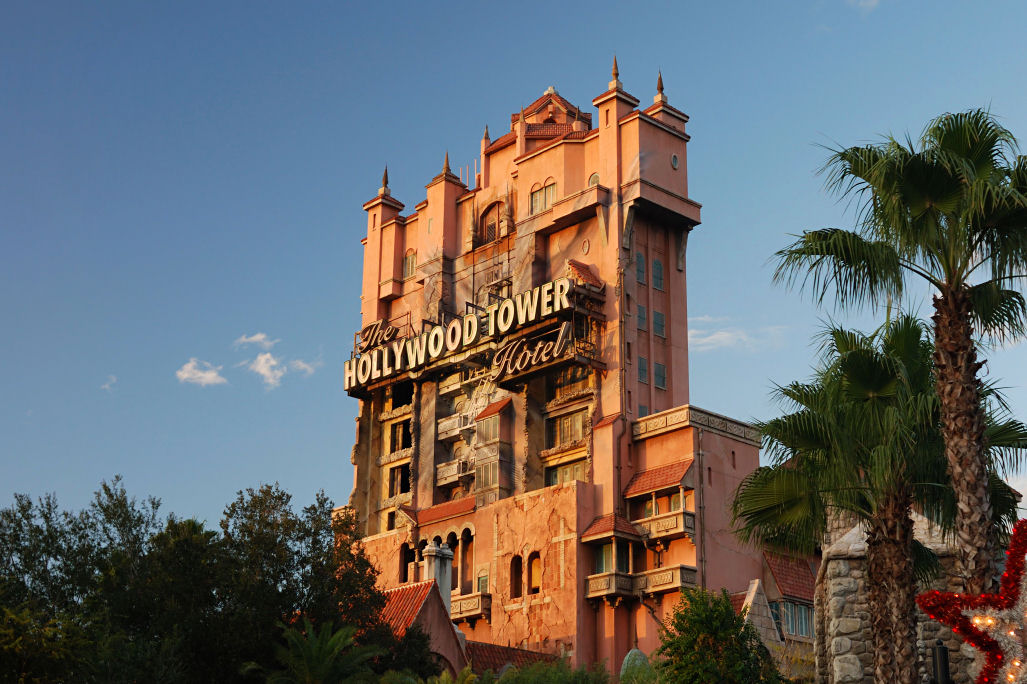
Veduta di Tower of Terror ai Disney's Hollywood Studios

Tower of Terror ("Torre del Terrore" in italiano) è un'attrazione della Disney basata sull'idea della torre a caduta libera (free fall tower) e situata presso i parchi Disney's Hollywood Studios (Florida, aperta nel 1994), Disney California Adventure (California, aperta nel 2004 e chiusa nel 2017), Walt Disney Studios (Francia, aperta nel 2007) e Tokyo DisneySea (Giappone, aperta nel 2006). A differenza di altre attrazioni simili usa la tecnologia degli ascensori: questo consente cadute con velocità superiori a quelle raggiungibili per il solo effetto della gravità. Per le prime tre versioni dell'attrazione il nome completo è The Twilight Zone Tower of Terror, dove la dicitura The Twilight Zone (titolo originale de Ai confini della realtà) si riferisce alla serie televisiva che costituisce il tema dell'attrazione. Per salirci è richiesta semplicemente un’altezza superiore a 1,02 mt (anche bambini di 4 anni possono salirci senza problemi) nonostante l’attrazione dovrebbe essere vietata ai minori di 12 anni 

## Descrizione
Sempre per le prime tre versioni dell'attrazione, la storia è basata su un albergo reale, The Hollywood Tower Hotel, situato presso le colline a nord di Hollywood. L'albergo era aperto da una decina d'anni quando, il 31 ottobre 1939, in una notte di tuoni e lampi, un fulmine lo colpì creando un varco attraverso il quale un ascensore di servizio precipitò nella tredicesima dimensione con i suoi passeggeri. In seguito all'evento, l'albergo ha immediatamente chiuso i battenti per non riaprire più e cadere in uno stato di abbandono; l'esterno dell'edificio è tuttora chiaramente segnato, essendo stato distrutto in buona parte e mai riparato. Lo stesso ascensore è tuttavia ancora funzionante e permette ai visitatori un viaggio fuori dall'ordinario.
La storia legata alla versione giapponese differisce dalle altre, pur ricalcandole: l'albergo immaginario risponde al nome di Hightower Hotel. L'hotel prende il nome da Harrison Hightower III, esploratore e cacciatore di tesori. Tornato da una spedizione in Africa, portò con sè un idolo chiamato Shiriki Utundu.  A New York il 31 dicembre 1899 Hightower tenne una conferenza stampa sulla sua spedizione in Africa, seguita da una festa, durante la quale si vantò di come avesse ottenuto l'idolo e negò le affermazioni secondo cui fosse maledetto. In seguito alla festa, ritiratosi nel suo appartamento privato dell'hotel, entrò in ascensore e mentre questo si avvicinava alla cima l'idolo prese vita. La rabbia e la potenza dell'idolo fecero precipitare l'ascensore e lo schiantarono al piano terra, con Hightower III al suo interno; quando le porte furono forzate, furono recuperati solo il suo cappello e l'idolo. Non c'è relazione con The Twilight Zone.
Fra le torri "hollywoodiane" quella realizzata presso Walt Disney Studios è la più alta di tutte (oltre 61 m) ed è anche l'edificio più alto del parco. Con un'altezza  di 60,7 m (199 piedi), la torre di Disney's Hollywood Studios è invece la seconda: la sua altezza è stata limitata da un regolamento della Federal Aviation Administration che prevede una luce rossa lampeggiante in cima a edifici di 200 o più piedi: gli imagineer hanno preferito evitarla per non rovinare la tematizzazione. L'altezza della torre presso Disney's California Adventure, attualmente “Guardiani Della Galassia - Mission Breakout”, è infine 55,8 m.
Il 23 Luglio 2016 fu annunciato che la torre presso Disney’s California Adventure sarebbe stata sostituita da un’attrazione a tema Guardiani Della Galassia. L’ultimo giorno di operatività della Torre del Terrore californiana fu il 3 Gennaio 2017. Il 27 maggio 2017 fu aperta al pubblico “Guardians of The Galaxy-Mission Breakout”.
Dal 28 Settembre 2019 la Tower of Terror di Disneyland Paris ha ricevuto un aggiornamento permanente, oggi infatti l’attrazione è chiamata “ The Twilight Zone Tower of Terror - A New Dimension of Chills”. Questa nuova versione prevede 3 diverse esperienze e un’espansione della trama originale: The Malevolent Machine, The Shaft Creatures e The 5th Dimension (in italiano: La Macchina Infernale, Le Creature dell’Ascensore, La 5a Dimensione) 
La tecnologia usata è stata sviluppata specificamente per la Disney da parte di Otis (prima società al mondo nel campo degli ascensori), per la quale si è trattato di un incarico molto particolare: normalmente per essa un buon lavoro consiste nel far sì che i passeggeri non si accorgano del movimento, esattamente l'opposto di quanto richiesto per i parchi divertimento.